# Criteria Studios
Criteria Studios é um estúdio de gravação americano. Localizado em Miami, Flórida, foi fundado em 1958 por Mack Emerman.
Entre os artistas que já gravaram no estúdio estão Bee Gees, ABBA, James Brown, Eric Clapton e sua banda Derek and the Dominos, Fleetwood Mac, Bob Marley e Aretha Franklin, entre muitos outros.